# Belagerung von Prag (1742)
Die Belagerung von Prag fand von Juni bis Dezember 1742 während des Österreichischen Erbfolgekrieges statt.

## Vorgeschichte
Französische Truppen waren nach ihrem Durchzug durch das verbündete Bayern in das kaiserliche Kronland Böhmen eingebrochen und hatten am 26. November 1741 Prag besetzt. Durch die mit Preußen eingeleiteten Verhandlungen endete am 11. Juni 1742 mit dem Frieden zu Breslau der Erste Schlesische Krieg. Die in Nordböhmen freigewordenen Truppen des Herzogs Karl von Lothringen vereinigten sich mit den böhmischen Landwehren unter dem Fürsten von Lobkowitz und verfolgten die von Protivin nach Písek zurückgehenden Franzosen vorerst durch leichte Truppen nach Pilsen. Das Korps des Marschalls François-Marie de Broglie zog sich bis 13. Juni fluchtartig über Mirotitz nach Prag zurück. Zusätzlich hatte Feldmarschalleutnant Joseph Festetics de Tolna Befehl, seine Truppen durch Mähren heranzuführen, während Herzog Karl von Lothringen über Mauth und Beraun anmarschierte und am 27. Juni bei Slivenetz an der Moldau sein Lager bezog. Die französischen Kräfte in der Stadt wurden durch eine übermächtige österreichische Armee belagert. Der Bruder des Herzogs von Lothringen, Großherzog Franz Stephan von Toskana, übernahm formell das Oberkommando der österreichischen Armee, welche auf eine Stärke von 27.000 Mann Infanterie und 17.000 Reiter gebracht worden war. Auch Marschall Broglie konnte sich noch rechtzeitig mit weiteren Truppen des Generals Belle-Isle in Prag vereinigen und sich auf 19.000 Mann Infanterie und 7.000 Reiter verstärken, welche Prag besetzten.

## Ablauf

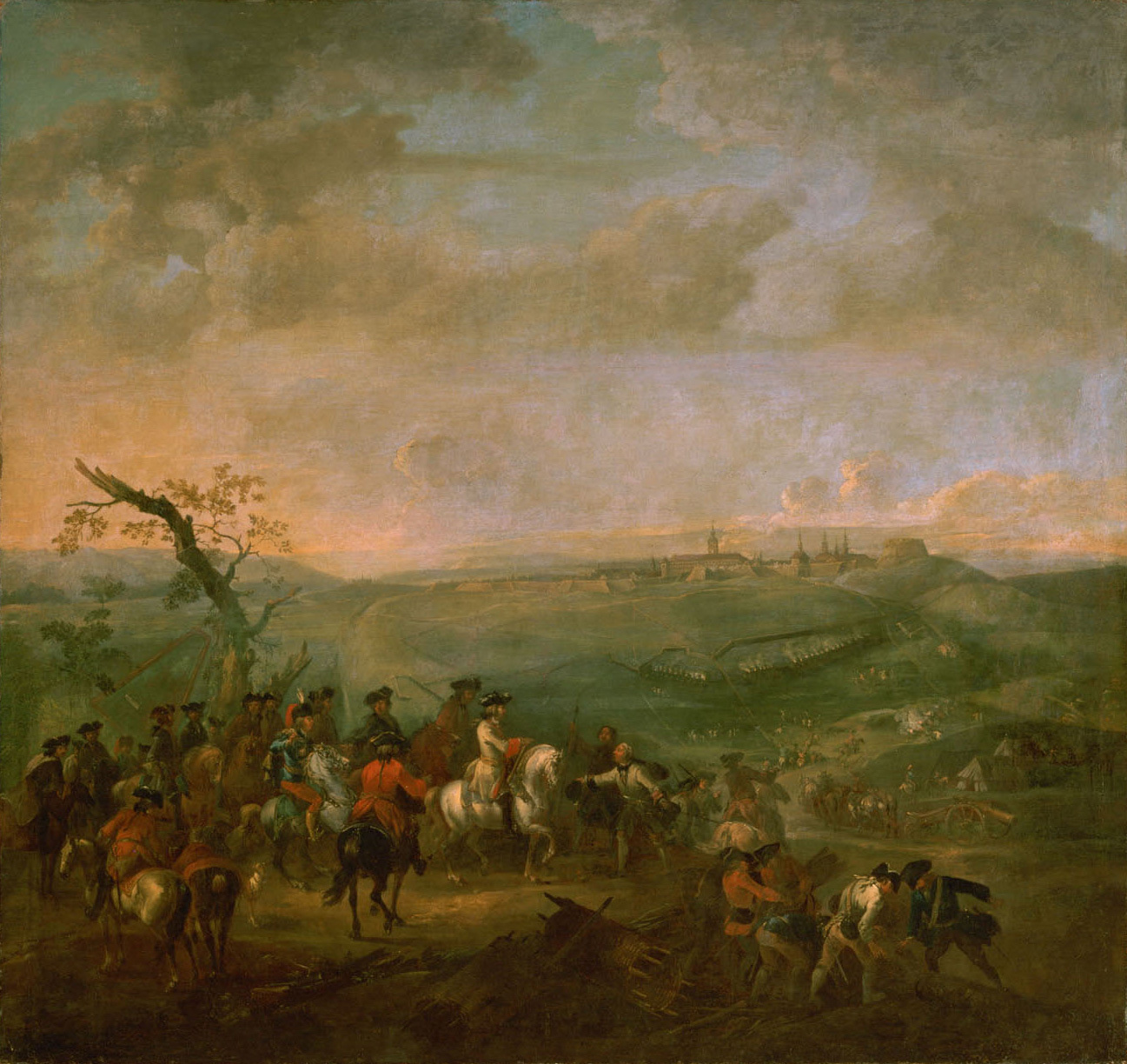
Belagerung von Prag durch die österreichische Armee unter dem Oberbefehl des Großherzogs Franz Stephan von Lothringen (Gemälde von August Querfurt, 1842)

Die Franzosen hatten die Schleife an der Moldau mit der Prager Kleinseite durch Feldverschanzungen von Cisařský Ostrov bis Smichov abgeriegelt und dahinter die gesamte Kavallerie, 15 Dragonerregimenter, zwei Husarenregimenter, 17 Regimenter schwere Kavallerie, und sieben Regimenter Infanterie konzentriert. Den Ausgang aus dieser Tasche bildete eine Brücke (die heutige Libeňský Most), die von drei Kavallerieregimentern und einem Infanterieregiment gesichert wurde. Auf der anderen Seite der Brücke lag ein Husarenregiment zur Aufklärung.
Erst ab 16. August begann die regelmäßige Belagerung nach Fertigstellung von parallel laufenden Gräben gegenüber den Bastionen Sankt Elisabeth und Sankt Norbert.
Hauptaktionsbereich waren jedoch die vorgeschobenen Feldverschanzungen vor der Prager Altstadt, wo nahezu die gesamte französische Infanterie zusammengezogen war.
Die Angriffe der Österreicher waren nicht sehr effektiv, auch gelang es wegen der besonderen geographischen Lage nicht, die Stadt komplett einzuschließen. Trotzdem wurden die Bedingungen für die Belagerten zunehmend schwieriger.
Im September zwang eine Entsatzarmee die Österreicher zum zeitweiligen Abbruch der Belagerung. De Broglie verließ daraufhin die Stadt, das Kommando ging an Marschall de Belle-Isle über. Dieser hoffte noch auf Entsatz durch Marschall Jean-Baptiste Desmarets, der mit 40.000 Mann in den Niederlanden stand, um von dort die Truppen des Kurfürsten von Hannover in Schach zu halten. Desmarets vereinigte sich mit dem Korps des Grafen von Harcourt und marschierte mit starker Macht durch Niederfranken ostwärts.
Desmarets’ Entsatzarmee fehlte es derweil an nötiger Entschlossenheit, den Vormarsch nach Böhmen zu erzwingen. Am 16. Dezember konnte sich Belle-Isle mit 14.000 Mann aus der Festung absetzen, was die Österreicher erst am 18. Dezember bemerkten. Sie ließen sofort die möglichen Abmarschwege sperren, aber Belle-Isle manövrierte sie aus und erreichte unter schwierigen klimatischen Bedingungen nach einem zehntägigen Marsch durch den Böhmerwald Eger.
Prag fiel am 3. Januar 1743 an die Österreicher zurück. Belle-Isle hatte 6.000 Mann in Prag zurückgelassen, die meisten von ihnen waren verwundet oder krank. Diese akzeptierten die Kapitulationsaufforderung und übergaben die Festung. Ihnen wurde daraufhin ein Abzug mit allen militärischen Ehren gewährt.

## Anmerkung
Die abgebildete Karte ist nicht sehr präzise. Unter anderem ist sie nicht eingenordet – sie müsste korrekterweise um 90 Grad nach rechts gedreht werden, um eine genauere geographische Situation wiederzugeben.